# 绢毛蓝钟花
绢毛蓝钟花（学名：Cyananthus sericeus）为桔梗科蓝钟花属的植物，为中国的特有植物。分布在中国大陆的西藏等地，生长于海拔3,500米至3,600米的地区，常生于岩石缝中，目前尚未由人工引种栽培。